# Stereotelesto corallina
Stereotelesto corallina är en korallart som beskrevs av Duchassaing 1870. Stereotelesto corallina ingår i släktet Stereotelesto och familjen Clavulariidae. Inga underarter finns listade i Catalogue of Life.